# Ripky (obwód charkowski)
Ripky (ukr. Ріпки) – wieś na Ukrainie, w obwodzie charkowskim, w rejonie bohoduchiwskim. W 2001 roku liczyła 120 mieszkańców.